# 申泰英
申 泰英（しん たいえい、シン・テヨン、신태영、1891年-1959年）は大韓民国の軍人、国防部長官。第3代陸軍参謀総長を務めた。創氏改名による日本名は平山輔英。日本陸軍少佐、韓国陸軍中将の申應均の父。

## 人物
1891年、漢城府に生まれる。
1905年2月、大韓帝国陸軍幼年学校に入学し、翌年8月に陸軍武官学校進学。
1909年9月、陸軍幼年学校予科3年に編入。
1912年に陸軍士官学校へ入学して1914年に26期生として卒業。同期に李應俊、洪思翊、池青天、安秉範などがいる。名古屋の第3師団歩兵第33連隊に配属。見習士官を経て同年12月25日、少尉任官。
1918年7月29日、歩兵中尉。同年、シベリア出兵に参加。
1925年3月18日、歩兵大尉。
1927年12月16日、歩兵第74連隊中隊長。
1929年、陸軍歩兵学校戦術科卒業。同年12月10日、歩兵第74連隊附。
1933年8月1日、歩兵少佐。
1934年8月1日、歩兵第80連隊附となり、大田公立中学校の配属将校。
1935年7月30日、第18次満州事変論功行賞で旭日章4等を授与。
1938年、歩兵中佐。同年、陸軍歩兵学校卒業。
1942年7月、龍山停車場司令官。
1943年3月1日、予備役編入。臨時特別支援兵制度鍾路翼賛会に参加し、朝鮮人の兵力動員を宣伝・扇動する役割を果たした。
1943年11月17日、京城日報に「把握せよ鐵の信念 初陣の目標わ靖國神社」との題目で手記を発表。朝鮮人は、帝国の臣民となって大和民族と渾然一体となり日本人を中心に東アジアを開拓と主張した。
1944年4月20日、海州陸軍兵事部部員。同年10月3日、海州陸軍兵事部課長。
1948年、韓国陸軍に入隊（軍番12311番）し、11月に大領となり陸軍本部行政参謀副長兼国防部第1局長。
1949年5月、任准将。8月、護国軍参謀副長。10月、任少将、陸軍参謀総長。1950年4月10日、辞任。国防部長官の申性模と馬が合わず、顧問制度嫌っていたことから、不和が重なったためと言われている。
1950年4月、兵器行政本部長。
6月25日の朝鮮戦争の勃発に伴い7月8日に全羅北道編成管区司令官となり、全羅北道の防御を担当したが申性模と用兵上の意見が衝突して7月28日に罷免される。
1952年1月、現役復帰して陸軍本部付となる。3月、任中将、予備役編入。編入後、国防部長官。釜山政治波動では、戒厳令を宣言し、大邱の陸軍本部に1個師団の兵力を戒厳軍として送るように要請した。1953年6月18日、李承晩大統領による反共捕虜が釈放され、国防長官宿泊施設に記者が集まった。申は捕虜釈放の事実を知らずにいたが、景武台にいる秘書の説明を元に記者会見を終えた。このようなことがあって辞表を出したが、李承晩はこれを受け取らず、「ただでさえ仕事が多いのにそうすればどうなるか」と申を叱った。しばらくしてロバートソン次官補、李承晩、申の3人で会談が行われたが、申には通訳が付いていなかったため、会談内容を聞き取ることができなかった。落胆した申は、その日の夕方に再び辞表を書き、これが受理されて6月30日に国防長官を辞退した。
1953年7月24日、民兵司令官。
1956年6月、再び予備役編入。
1959年4月、死去。

## 評価
親日反民族行為真相糾明委員会は申泰英を「国家公認親日派」と規定し、この理由として「日本陸軍士官学校卒業以来30余年間、日本軍将校として服務しながら、シベリア干渉戦争（シベリア出兵）に参加し、中等学校の軍事教育（教練）を担当した軍事教官（配属将校）、戦時に後方兵站のための龍山停車場司令官を務めており、兵力動員と軍事訓練を主導した海州陸軍兵事部課長として服務した」「講演会などに参加して朝鮮人兵力動員など宣伝・扇動し、日本の侵略戦争に積極的に協力した」と発表した。